# 1928年全米選手権 (テニス)
1928年 全米選手権（1928ねんぜんべいせんしゅけん）に関する記事。

## 大会の流れ
- 1881年から1967年まで、全米選手権は各部門が個別の名称を持ち、大会会場も別々のテニスクラブで開かれた。これが他の3つのテニス4大大会と大きく異なる点である。
  - 男子シングルス　名称：全米シングルス選手権（U.S. National Singles Championship）／会場：ニューヨーク市クイーンズ区フォレストヒルズ、ウエストサイド・テニスクラブ　（1924年-1977年）
  - 女子シングルス　名称：全米女子シングルス選手権（U.S. Women's National Singles Championship）／会場：フォレストヒルズ、ウエストサイド・テニスクラブ　（1921年-1977年）
  - 男子ダブルス　名称：全米ダブルス選手権（U.S. National Doubles Championship）／会場：マサチューセッツ州ボストン市、ロングウッド・クリケット・クラブ　（1917年-1933年まで）
  - 女子ダブルス　名称：全米女子ダブルス選手権（U.S. Women's National Doubles Championship）／会場：フォレストヒルズ、ウエストサイド・テニスクラブ　（1921年-1933年まで）
  - 混合ダブルス　名称：全米混合ダブルス選手権（U.S. Mixed Doubles Championship）／会場：フォレストヒルズ、ウエストサイド・テニスクラブ　（1921年-1934年まで）
- 本年度のシード選手は、男子シングルスは「アメリカ人シード選手」と「外国人シード選手」が8名ずつ選ばれた。女子シングルスでは（外国人を区別せず）アメリカ人選手8名をシード選手に選んだが、本年度に関しては第1シードのヘレン・ウィルス以外は順位が分からなくなり、外部リンクに使用した「テニス・フォーラム」のスレッドでは抽選表に [?] マークがついている。

## シード選手

### 男子シングルス
（アメリカ人シード選手：8名）
1. ジョン・ヘネシー　（1回戦）
2. ジョージ・ロット　（ベスト4）
3. ウィルマー・アリソン　（2回戦）
4. ジョン・バン・リン　（3回戦）
5. ジョン・ドエグ　（4回戦）
6. フランシス・ハンター　（準優勝）
7. フランク・シールズ　（ベスト4）
8. フリッツ・マーカー　（3回戦）

（外国人シード選手：8名）
1. アンリ・コシェ　（初優勝）
2. ジャン・ボロトラ　（3回戦）
3. ヘンリー・オースチン　（3回戦）
4. コリン・グレゴリー　（1回戦）
5. ジャック・ブルニョン　（ベスト8）
6. ジャック・クロフォード　（ベスト8）
7. ジャック・カミングス　（2回戦）
8. エドガー・ムーン　（1回戦）

### 女子シングルス
1. ヘレン・ウィルス　（優勝、2年連続5度目）

（本年度は8名のシード選手が選ばれたが、第1シードのウィルス以外は順位が分からず、抽選表に [?] マークがついている。）
- モーラ・マロリー　（ベスト4）
- ヘレン・ジェイコブス　（準優勝）
- エディット・クロス　（ベスト4）
- シャーロット・チェーピン　（ベスト8）
- メイ・サットン・バンディ　（3回戦）
- マージョリー・モリル　（ベスト8）
- ペネロペ・アンダーソン　（ベスト8）

## 大会経過

### 男子シングルス
準々決勝
- ジョージ・ロット vs.  ジョン・ドエグ　6-2, 6-2, 7-5
- フランシス・ハンター vs.  ジャック・クロフォード　7-5, 3-6, 6-3, 6-4
- フランク・シールズ vs.  ジャック・ブルニョン　7-5, 6-1, 6-0
- アンリ・コシェ vs.  グレゴリー・マンジン　4-6, 6-3, 6-1, 6-2

準決勝
- フランシス・ハンター vs.  ジョージ・ロット　6-8, 6-4, 6-3, 6-4
- アンリ・コシェ vs.  フランク・シールズ　6-2, 8-6, 6-4

### 女子シングルス
準々決勝
- ヘレン・ウィルス vs.  シャーロット・チェーピン　6-2, 6-4
- エディット・クロス vs.  ヘイゼル・ホッチキス・ワイトマン　6-3, 6-4
- モーラ・マロリー vs.  マージョリー・モリル　6-2, 3-6, 6-3
- ヘレン・ジェイコブス vs.  ペネロペ・アンダーソン　6-4, 6-1

準決勝
- ヘレン・ウィルス vs.  エディット・クロス　6-0, 6-1
- ヘレン・ジェイコブス vs.  モーラ・マロリー　6-2, 7-5

## 決勝戦の結果
- 男子シングルス： アンリ・コシェ vs.  フランシス・ハンター　4-6, 6-4, 3-6, 7-5, 6-3
- 女子シングルス： ヘレン・ウィルス vs.  ヘレン・ジェイコブス　6-2, 6-1
- 男子ダブルス： ジョージ・ロット＆ ジョン・ヘネシー vs.  ジェラルド・パターソン＆ ジョン・ホークス　6-2, 6-1, 6-2
- 女子ダブルス： ヘイゼル・ホッチキス・ワイトマン＆ ヘレン・ウィルス vs.  エディット・クロス＆ アンナ・ハーパー　6-2, 6-2
- 混合ダブルス： ジョン・ホークス＆ ヘレン・ウィルス vs.  エドガー・ムーン＆ エディット・クロス　6-1, 6-3